# Burgpreppach
Burgpreppach è un comune tedesco di 1 370 abitanti, situato nel Land della Baviera.